# Rammsondierung
Die Rammsondierung ist ein Baugrundaufschlussverfahren in Bauwesen und Geotechnik, bei dem eine Sonde mit festgelegter Energie in den Boden gerammt wird. Aufgenommen wird die Schlagzahl, die für eine festgelegte Eindringtiefe notwendig ist. Aus der Schlagzahl lassen sich bei rolligen (nichtbindigen) Böden Rückschlüsse auf die Lagerungsdichte ziehen.
Eine Alternative ist die Durchführung von Drucksondierungen (CPT) oder der Standard Penetration Test bzw. Bohrlochrammsondierung.
Die Rammsondierung sollte nicht mit der Rammkernsondierung verwechselt werden, die der Gewinnung von Bodenproben dient.
Rammsondierungen sind in der DIN EN ISO 22476-2 geregelt. Bis 2005 galt die DIN 4094-3.

## Sondiergeräte
Je nach anstehendem Boden und erforderlicher Aufschlusstiefe kann zwischen mehreren Sondiergeräten ausgewählt werden. Zu den leichten Sondierungsgeräten (DPL, Dynamic Probing Light) zählte früher die leichte Rammsonde DPL-5 mit einem Spitzenquerschnitt von 5 cm² und die in der neuen Norm DIN EN ISO 22476-2 verbliebene leichten Rammsonde DPL mit Spitzenquerschnitt 10 cm². Die nicht mehr normgerechte Rammsonde DPL-5 wurde auch als Künzelstab bezeichnet. Weiterhin können mittelschwere Sondierungsgeräte (DPM, Dynamic Probing Medium) ausgewählt werden. Des Weiteren sind noch schwere Rammsondiergeräte DPH (Dynamic Probing Heavy) und superschwere Rammsondiergeräte DPSH-A und DPSH-B (Dynamic Probing Super Heavy, Variante A und B) oder DPG (Dynamic Probing Giant) verfügbar. Neben einem unterschiedlichen Spitzenquerschnitt und Spitzendurchmesser der Sondierspitze sind die Geräte mit unterschiedlichen Fallgewichten und Fallhöhen ausgestattet.
Es werden auch die deutschsprachigen Abkürzungen LRS (leichte Rammsonde), SRS (schwere Rammsonde) verwendet, jeweils mit dem Spitzenquerschnitt in Quadratzentimeter als Zusatzangabe.
| Name                     | Abkürzung | Spitzenquerschnitt {\displaystyle A} in cm² | Spitzendurchmesser {\displaystyle D} in mm | Masse des Rammbären {\displaystyle m} in kg | Fallhöhe {\displaystyle h} in m |
| ------------------------ | --------- | ------------------------------------------- | ------------------------------------------ | ------------------------------------------- | ------------------------------- |
| Leichte Rammsonde        | DPL       | 10                                          | 35,7                                       | 10                                          | 0,5                             |
| Mittelschwere Rammsonde  | DPM       | 15                                          | 43,7                                       | 30                                          | 0,5                             |
| Schwere Rammsonde        | DPH       | 15                                          | 43,7                                       | 50                                          | 0,5                             |
| Superschwere Rammsonde A | DPSH-A    | 16                                          | 45,0                                       | 63,5                                        | 0,5                             |
| Superschwere Rammsonde B | DPSH-B    | 20                                          | 50,5                                       | 63,5                                        | 0,75                            |
| Standardpenetrationstest | SPT       | 20                                          | 50,5                                       | 63,5                                        | 0,76                            |

## Durchführung und Auswertung
Der Rammbär, mit dessen Hilfe das Sondiergestänge in den Boden gerammt wird, wird entweder mittels Luftdruck oder Muskelkraft (DPL) bzw. eines Kettenzuges (DPM, DPH) auf eine vordefinierte Höhe gebracht. Anschließend fällt er aus dieser Höhe auf das Sondiergestänge. Dieses Vorgehen gewährleistet, dass der Rammbär immer die gleiche Kraft auf die Sondierspitze ausübt.

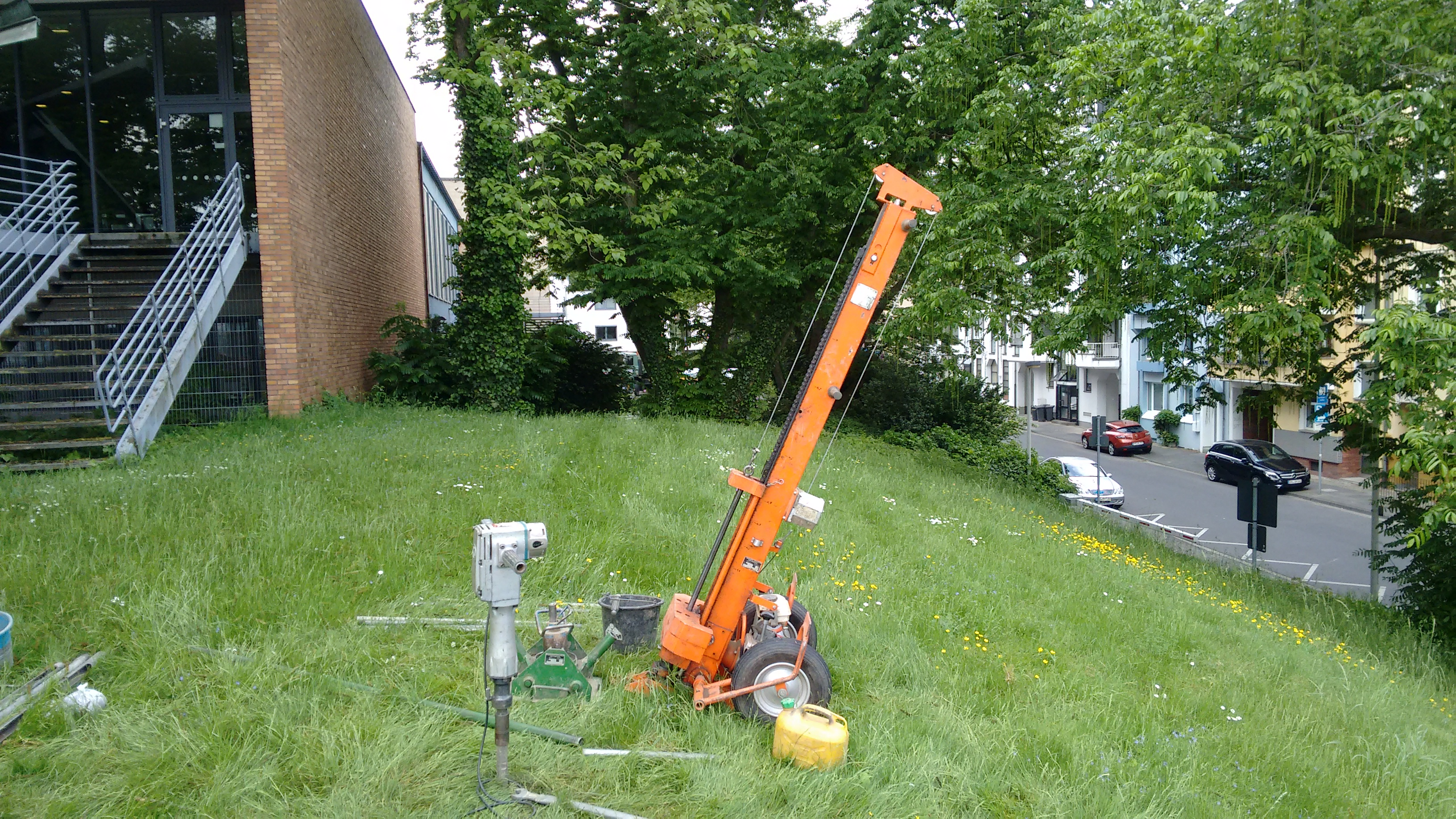
Schwere Rammsondierung (orange) und Rammkernsondierung (im Vordergrund)

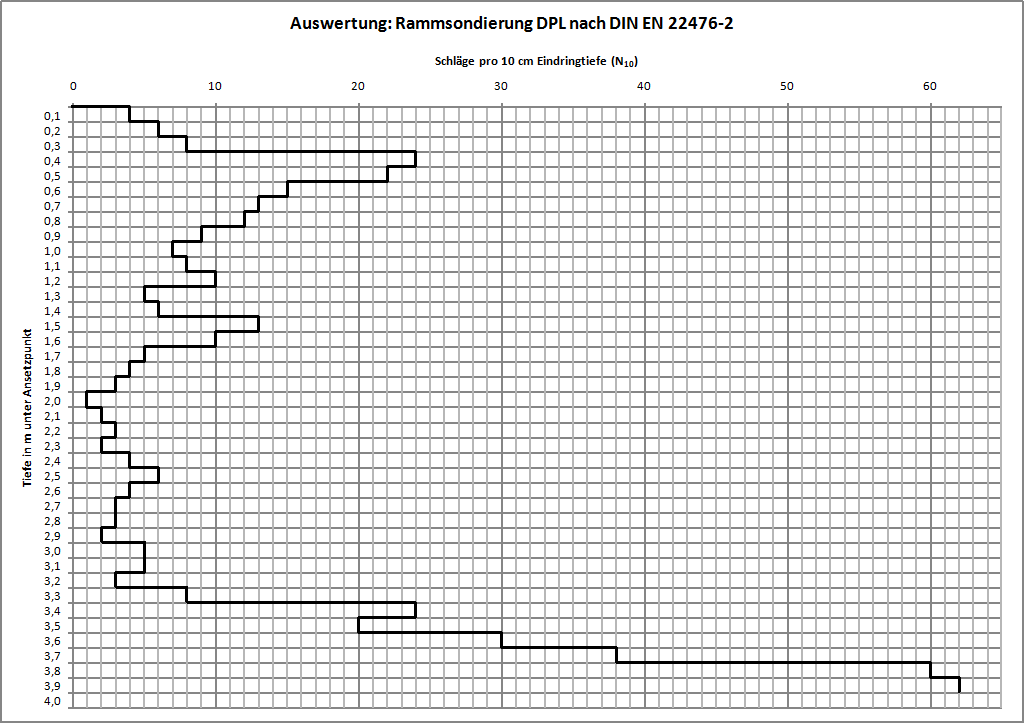
Beispiel eines Stufendiagramms für eine leichte Rammsondierung (DPL)

Gemessen werden bei den Rammsondiergeräten die Schlagzahlen pro definierter Eindringtiefe. Die Anzahl der Schläge pro 10 cm (Sondierung) oder 30 cm (SPT) Eindringtiefe wird im Sondierdiagramm gegen die Tiefe aufgetragen. Das Sondierdiagramm (Schlagzahldiagramm) ist ein Stufendiagramm oder beim SPT ein Balkendiagramm.
Diese Darstellung ermöglicht eine einfache Beurteilung der Lagerungsdichte. Die Auswertung ist zumeist nur qualitativ möglich, da verschiedene geotechnische Bedingungen wie Ungleichförmigkeit des Bodenmaterials, Wassergehalt und Reibung des Sondiergestänges die Schlagzahl beeinflussen.